# جی چاندراسکار
جی چاندراسخار (انگلیسی: Jay Chandrasekhar؛ زادهٔ ۹ آوریل ۱۹۶۸) یک فیلم‌نامه‌نویس، هنرپیشه، و کارگردان اهل ایالات متحده آمریکا است. وی از سال ۱۹۹۶ میلادی تاکنون مشغول فعالیت بوده‌است.

## فیلم شناسی
- سربازان فوق العاده
- جشن آبجو
- سربازان فوق‌العاده ۲